# 익산 관음사 묘법연화경
익산 관음사 묘법연화경(益山觀音寺妙法蓮華經)은 대한민국 전북특별자치도 익산시 갈산동, 관음사에 있는 조선시대의 불경이다. 2019년 12월 20일 전라북도의 유형문화재 제260호로 지정되었다.

## 지정 사유
익산 관음사 묘법연화경은 전라도 고산 화암사에서 1443년 성달생이 선친의 명복을 기원하기 위해 정서하여 판각한 묘법연화경의 1477년 복각본을 1561년 경상도 풍기 희방사에서 다시 판각한 것이다.
관음사 소장 묘법연화경은 15세기 후반 호남 지역에서 간행된 불경을 저본으로 16세기 다시 간행된 것으로서 전 7권이 완벽한 형태로 보존되어 있는 보기 드문 사례이다.

## 참고 문헌
- 익산 관음사 묘법연화경 - 국가유산청 국가유산포털